# Misa Tango
La Misa Tango es una obra coral del compositor italo-argentino Luis Bacalov. La obra está compuesta para tenor, mezzosoprano, bandoneón solista, coro mixto y orquesta. Fue estrenada en 1997.

## Contexto histórico
Luis Bacalov fue un compositor argentino que vivió durante muchos años en Italia, y como judío, tenía también un pasado de desarraigo. Aunque normalmente se dedicaba a componer música para películas francesas e italianas (como Il Postino), en 1997 decide componer su Misa Tango.
La obra fue estrenada en 1999, en Matera, Italia.

## Características
Se trata de una obra coral corta, pero exigente, que mezcla ritmos de baile con la música sacra. Usa como recurso estilístico, la mezcla de la estructura de la misa ordinaria católica, con ritmos de tango, utilizando además su lengua materna, el español en vez del latín.
El texto de la misa está simplificado, para “permitir la participación de más personas que no tienen la misma fe en todos los aspectos y, por lo tanto, enfatizar los rasgos de Dios que son válidos para cristianos, judíos y musulmanes [y para] enfatizar que -a pesar de de nuestras diferentes religiones - hay un solo Dios para todos nosotros”.
Utiliza como referentes, las misas barrocas y clásicas, de Bach, Haendel, Haydn y Beethoven. También hay fragmentos musicales que recuerdan a Stravinski y a Bernstein.
Otra característica de esta misa, es el uso de un instrumento musical solista (independiente de las voces), que es bandoneón, que con su timbre melancólico recorre toda la misa, realizando una especie de leitmotiv. También el violín solista tiene algunas tareas, junto con el violonchelo y el piano. Estos instrumentos solistas cumplen una función de concertinos, enfrentando a las voces solistas de soprano y tenor, así como al coro y la orquesta.
Una de las particularidades de la obra ocurre en el compás cinco del Kyrie, en el que después de un acorde en si bemol, y el coro canta "Señor", aparece el bandoneón con una melodía en molto libero, come recitativo, como si se tratara de un lamento: "El lamento tiene un carácter claramente modal y es similar a la clave dórica, la primera clave eclesiástica de la Edad Media cristiana."
La pieza termina en modo mayor, La mayor, como solían hacerlo las misas en el periodo barroco, y con la palabra "Paz" entonada por el coro.

### Estructura
- Kyrie (¡Señor, ten piedad de nosotros!)
- Gloria (¡Gloria a Dios en las alturas y a los hombres en la tierra paz! Te alabamos, te bendecimos, Señor, Dios Rey celestial.)
- Credo (Yo creo en un único Dios todo poderoso, Creador del cielo y de la tierra. Amen.)
- Sanctus (Santo, santo, santo, Señor Dios del universo. Llenos están los Cielos y la tierra de tu gloria.)
- Agnus Dei (Cordero de Dios, que quitas los pecados del mundo. ¡Ah! Ten piedad de nosotros, da nos la paz.)

### Análisis
El Kyrie comienza con un acorde de las cuerdas en Si bemol, seguido por el bandoneón que clama un lamento. Se unen las voces del tenor y la mezzosoprano. En el Gloria la música es de celebración; aquí el violonchelo y el piano adquieren protagonismo junto al coro, en una especie de relación entre lo sagrado y lo profano. El Credo comienza con un diálogo entre el bandoneón y el piano. En el Sanctus, el bandoneón y el violonchelo interactúan. Finalmente, en el Agnus Dei, el violonchelo se convierte en el instrumento dominante. La obra termina con el coro cantando 'paz' en un acorde en La mayor, llegando a la conclusión.

## Recepción y críticas
René Vargas Vera, en La Nación, escribió un artículo titulado "Una misa para olvidar", en el que señala que la obra es tediosa y presuntuosa; y señala que es un desatino si intenta emular la Misa criolla de Ariel Ramírez. Por otro lado, también señaló que Bacalov hace un buen uso de sus recursos de orquestador, logrando en ocasiones una "masa sinfónico coral", así como un adecuado ensamble entre el bandoneón y la orquesta. Es en el Agnus Dei, donde Bacalov hace uso del recurso del tango, pues usa una métrica 3-3-2.
Para Dino Villatico, la Misa de Tango recoge elementos contradictorios, pues la danza es un elemento que ha sido excluido de la misa católica. Asimismo señala que la obra tiene elementos que muestran el sentimiento de desarraigo y de exilio.

## Grabaciones
- Luis Bacalov: Misa Tango. Héctor Ulises Passarella (bandoneón), Plácido Domingo, Ana María Martínez, Myung-whun Chung (director de orquesta), Coro e Orchestra dell'Accademia Nazionale du Santa Cecilia. Deutsche Grammophon, 2000[6]